# Буквар штампан на Крфу 1916.
Буквар штампан на Крфу 1916. био је ратни буквар за основне школе у Краљевини Србији, намењен, за образовања ђака, и описмењавање српских војника у избеглиштву. Значај издавања буквара био је тај што су српска влада и Министарство просвете били свесни да ће до ослобођења једног дана сигурно доћи и да је неопходно да се до тог дана становништво што више описмени и припреми за улазак у ослобођену Србију, као и да се одмах по завршетку рата крена у описмењавање преосталог неписменог становништва.

## Историја
Када је буквар штампан Први светски рат увелико је био у току у скоро целој Европи, а само Министарство просвете Краљевине Србије било је у избеглиштву на Крфу. И у таквим условима један од главних задатака Министарство просвете, али и војске, био је да се окупе избегли ђаци и неписмени војници и омогући им се наставак школовања у савезничким земљама, али и да се води рачуна о просветним радницима у земљи и иностранству. Тада је између осталог донета и одлука да се као основи уџбеник у целости прештампа буквар Стеве Чутурила за основне школе у Краљевини Србији, који је био у употреби више од тридесет година.
Након што је у августу 1916. године, пронађен један примерак овог буквара, и то у Заводу госпође Грујић, у Фалеру код Пиреја, Министарство просвете и црквених послова, 1916. године одлучило је да овај буквар штампа на Крфу. Пошто Државна штампарија Краљевине Србије у том тренутку није имала ни потребан материјал, а ни машине за штампање, посао је поверен фабрици картонаже и штампарији браће Аспиотис на Крфу.
До краја 1916. године из штампе је изашло првих педесет хиљада примерака, које су урађени фотолитографски са старог примерка. Следећих педесет хиљада одштампано је до лета 1917. године.

## Коме је буквар био намењен?
Буквар је Министарство просвете бесплатно поделило ђацима, школама, болницама шором Грчке, али и српским ђацима који су се налазили у школама у избеглиштву у Француској, најмлађима који нису имали одакле да уче. На Крфу је током Првог светског рата формирана српска основна школа са 290 ученика и нижа гимназија са 120 ђака.
Буквар је подељен и ученицима који су се припремали да буду учитељи и учитељице, како би имали уџбеник на основу кога ће касније моћи да подучавају будуће генерације када дођу у ослобођену Србију.
Буквар послужио и за описмењавање српских војника на Крфу, међу којима је био велики број оних који није никада имао прилику да иде у школу. Он им је помогао да науче прва слова док су као рањеници боравили на острву Крф.
Буквар су користили и у Школи за неписмене српске инвалиде, отвореној почетком јуна 1917. године у Бизерти.
Један примерак овог буквара данас се чува у библиотеци Педагошког музеја у Београду.

## О буквару
Осим слова која су била илустрована, у уџбенику су се:
- налазили краћи поучни текстови адекватне узрасту првог и другог разреда основне школе,
- занимљивости као што су питалице или загонетке,
- мало дуже текстове који имају морални карактер. Ти текстови су у датом друштвеном тренутку посебно доприносили развоју патриотизма и развоју националног идентитета.

| „ | „Интересантно код овог буквара је и то што поред сваког слова постоји и одређена слика у облику тог слова, па је тако код слова З нацртана змија у облику слова З“. | ” |

## Буквар као основа за уџбеник за слепе
На основу овог буквара  директор школе за слепе на Крфу, професор Вељко Рамадановић, урадио је и уџбеник „Моје прво радовање“ – буквар за слепе, који се користио као основно средство за стицање писмености српских ратника који су изгубили вид. Овај уџбеник професор Рамадановић је штампао од лима бурића који су му послужили за израду штампарских плоче на Брајевој азбуци.